# Lewenborg

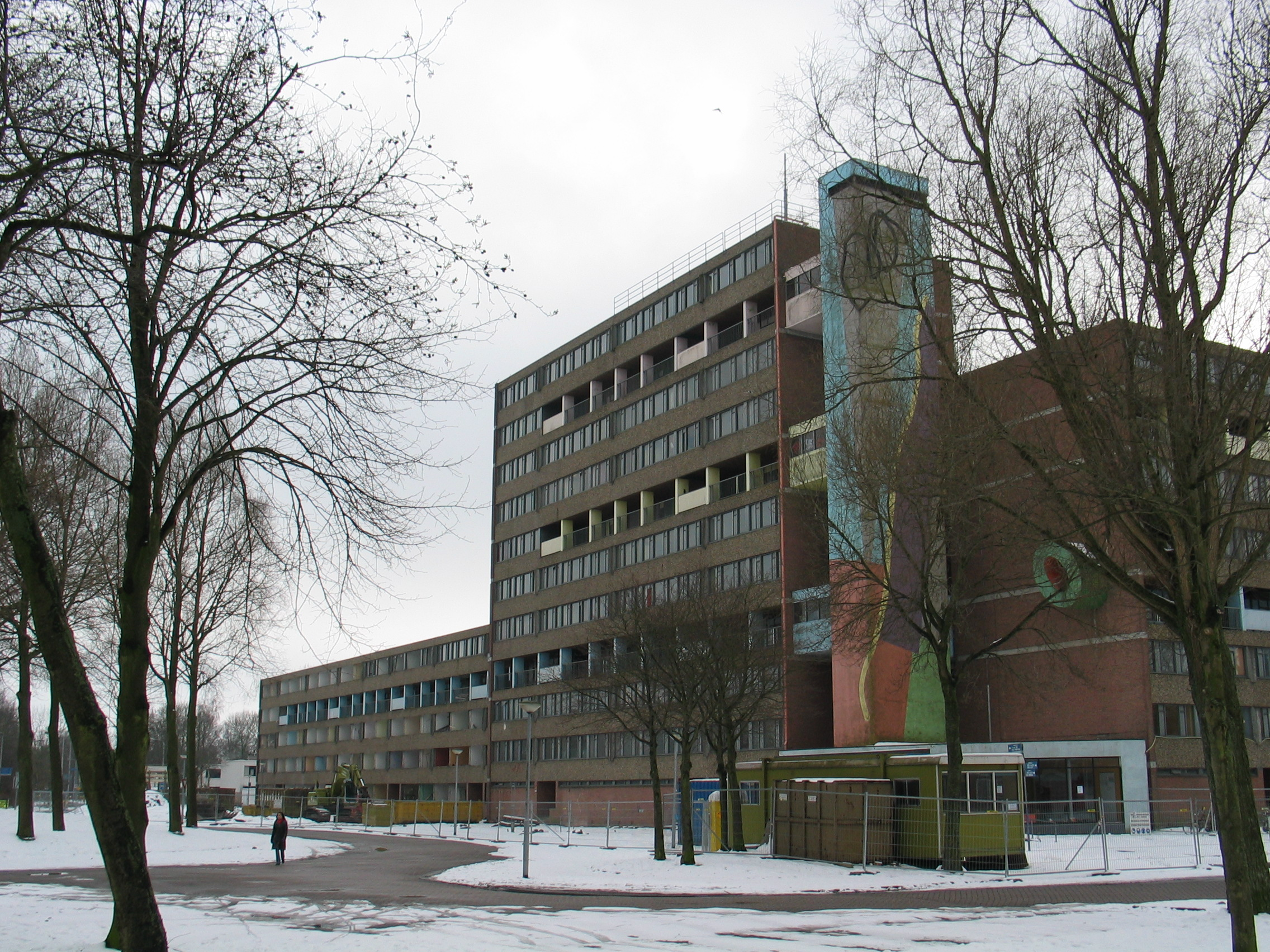
De Kombuisflat tijdens de afbraak in maart 2005

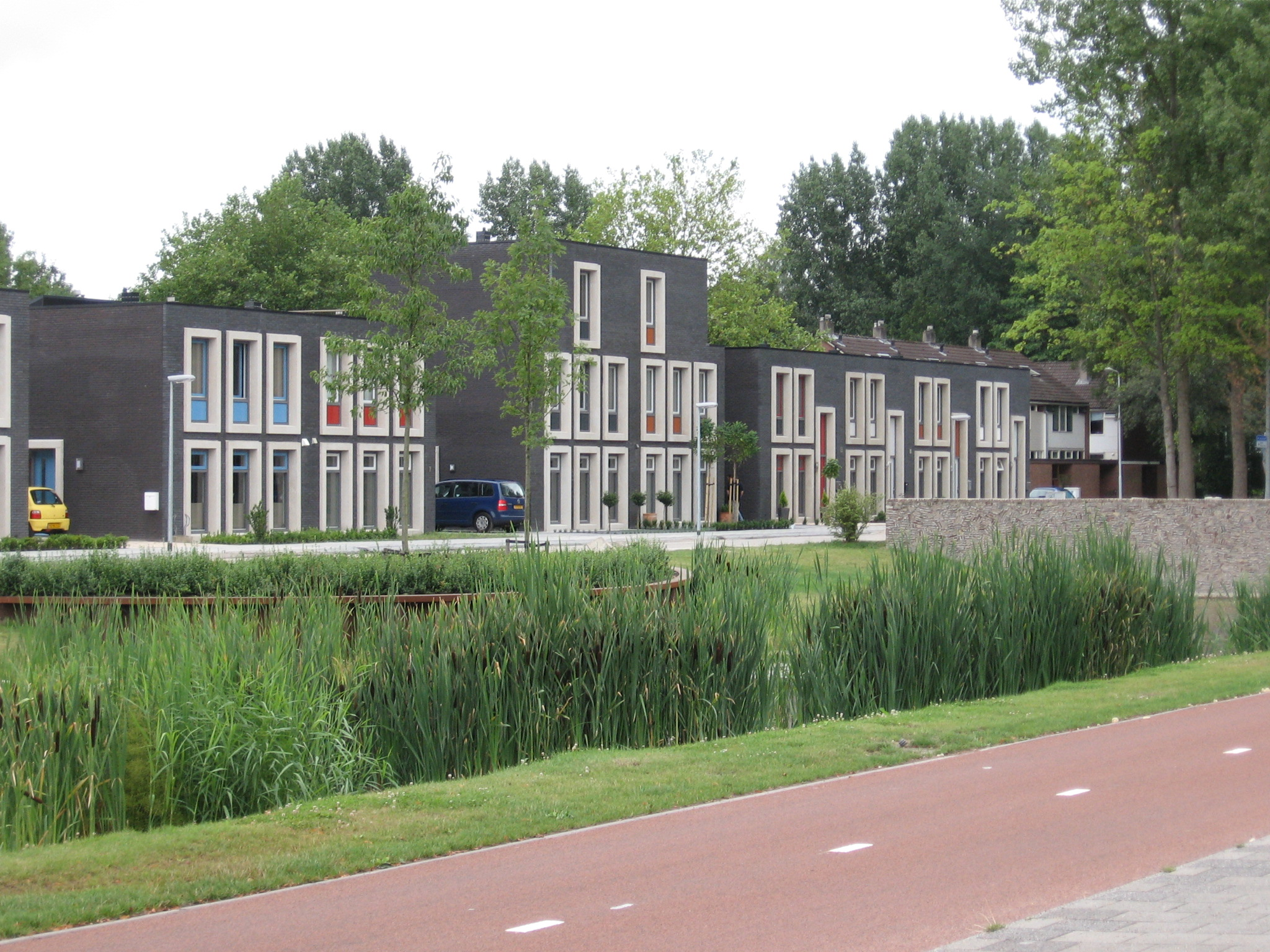
Bebouwing op de plaats waar vroeger de Toplichtflat stond

Lewenborg is een wijk in het oosten van de stad Groningen met 8.800 inwoners (2006).
De wijk is vernoemd naar de Lewenburg, een borg van de adellijke familie Lewe die vreemd genoeg niet op de plek van de wijk lag, maar bijna een kilometer westelijker op een nu onbebouwd perceel ten zuiden van de monumentale boerderij Leeuwenburg (Stadsweg 22) in Ulgersmaborg-Zuid. De borg werd vóór 1740 afgebroken en is onder andere eigendom geweest van Evert Lewe. Mogelijk werd de boerderij rond 1834 gebouwd. Deze boerderij is in januari 2021 afgebrand.
De bouw van de wijk begon in 1971. De straatnamen zijn scheepstermen: onder andere 'Kluiverboom', 'Loefzijde' en 'Lijzijde'. Ook de in deze wijk gelegen instellingen en scholen hebben een scheepsterm als naam. Hart van de wijk is het winkelcentrum met het wijkcentrum 'Het Dok'.
De straten Zilvermeer, Mooiland, Waterland en Zonland, de laatste drie gelegen in de ecologische buurt Drielanden, vallen ook onder de wijk Lewenborg. Zij kennen echter niet de gangbare naamgeving.
In Lewenborg is begin 21e eeuw een wijkvernieuwingsproject begonnen. Het plan voorzag in het creëren van een singel dwars door de wijk, langs Midscheeps. Alvorens de graafwerkzaamheden begonnen werd eerst een drietal woonflats gesloopt. In het najaar van 1999 werd de 'Grote Sloepflat' opgeblazen. De 14 verdiepingen tellende 'Toplichtflat' werd in de lente van 2000 gesloopt. In 2005 werd uiteindelijk ook de 'Kombuisflat' gesloopt, en kon aan de aanleg van de 'Lewenborgsingel' worden begonnen.

## Geschiedenis
Het gebied waar Lewenborg is gebouwd was oorspronkelijk een veen-op-kleigebied. Rond het jaar 1000 kwam een grootschalige ontwikkeling van de veengebieden op gang, met name door de inspanningen van verschillende kloosterorden. De ontginning vond plaats vanaf de hoger gelegen oeverwallen, wat resulteerde in lintbebouwing (zie bijvoorbeeld Engelbert en Noorddijk) en relatief smalle percelen (zie bijvoorbeeld het EDON-bos). In een later stadium leidde de ontginning van de venen tot inklinking van de grond. In eerste instantie probeerde men door het graven van maren (bijvoorbeeld de Kardingermaar en de Zuidwending) voor de waterafvoer het natter worden van de percelen tegen te gaan. Dit was echter niet afdoende: de aanleg van grotere werken zoals zijlvesten, polders en dijken bleek daarvoor nodig te zijn.
In vermoedelijk de twaalfde eeuw is de Stadsweg ontstaan. Dit was een verbinding vanaf Groningen via Noorddijk en Garmerwolde naar de Eems. Het deel van deze oude route hier is door de aanleg van Lewenborg bijna geheel verdwenen. Twee kleine stukjes zijn nog over: het fietspad vanaf de Stadsweg in Oosterhoogebrug tussen de voetbalvelden van FC Lewenborg naar Lichtboei, en aan de andere kant van de wijk het stukje fietspad vanaf Wimpel naar het Bevrijdingsbos en verder richting Garmerwolde. In 2007 ontstond het plan om in het Le Roygebied de Stadsweg op te graven en door te trekken vanaf Wimpel.

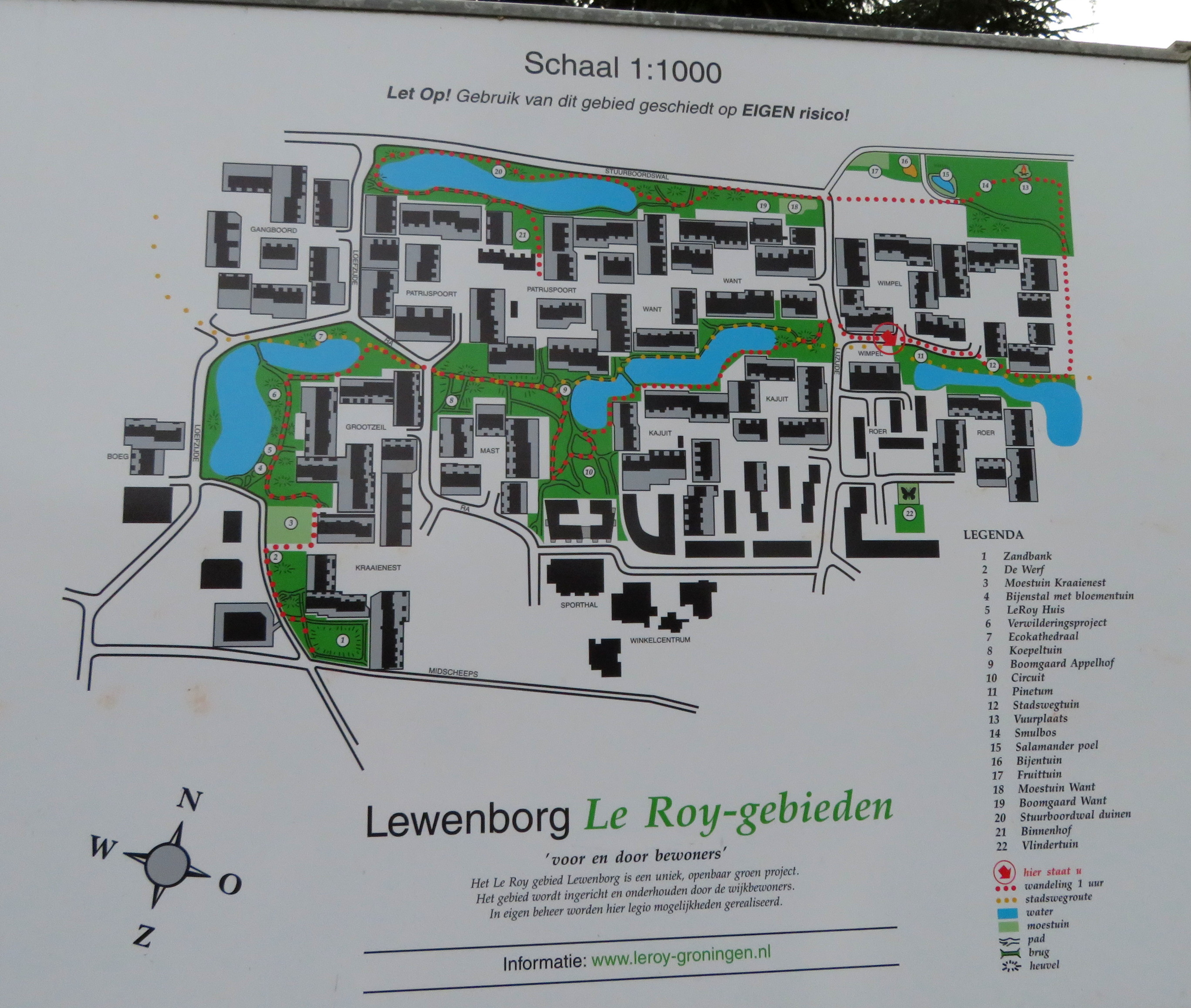
overzicht van de Le Roy-gebieden in Lewenborg

## Le Roy-gebieden
In 1973 sloot de gemeente een contract met een looptijd van 10 jaar met de tuinarchitect Louis le Roy, die in de wijk een aantal gebieden ontwierp en vorm gaf, die tegenwoordig de 'Le Roy gebieden' genoemd worden.
De gebieden vormen een groen lint door de wijk. In sommige gebieden kan de natuur haar gang gaan, terwijl op andere gebieden betrokken bewoners een stempel hebben gedrukt. Sinds 2008 is het beheer van de gebieden ondergebracht bij de Stichting LeRoy Groningen.
Door de Le Roy-gebieden loopt een wandeling, die begint bij de 'Zandbank' en via 'De Werf' en de moestuin 'Kraaienest' en de bijenstal naar het LeRoy Huis gaat. Dit LeRoy Huis is sinds 2012 het onderkomen van de Stichting LeRoy Groningen. De wandeling vervolgt langs o.a. het 'Wilgenbos', de (Groningse) 'Ecokathedraal' (niet te verwarren met de Ecokathedraal van Le Roy in Mildam), de 'Koepeltuin', en de Boomgaard 'Appelhof' naar het Pinetum 'Quatrebras.' Dit pinetum herbergt een verzameling van meer dan honderd naaldbomen/coniferen, waaronder een aantal bijzondere soorten. Het pinetum ligt vlak bij de kruising van Noorddijkerweg en Stadsweg; een boerderij op deze kruising droeg de naam "Quatre Bras".
Het pinetum werd in 2010 geopend door de Groningse wethouder Jannie Visscher. Tegenover het pinetum ligt de Stadsweg-tuin. Daarna vervolgt de wandelroute langs het 'Smulbos', dat in het uiterste noorden van Lewenborg ligt. Verderop liggen de tuin en boomgaard 'Want' en de wandeling eindigt bij 'De Binnenhof'.

## Afbeeldingen

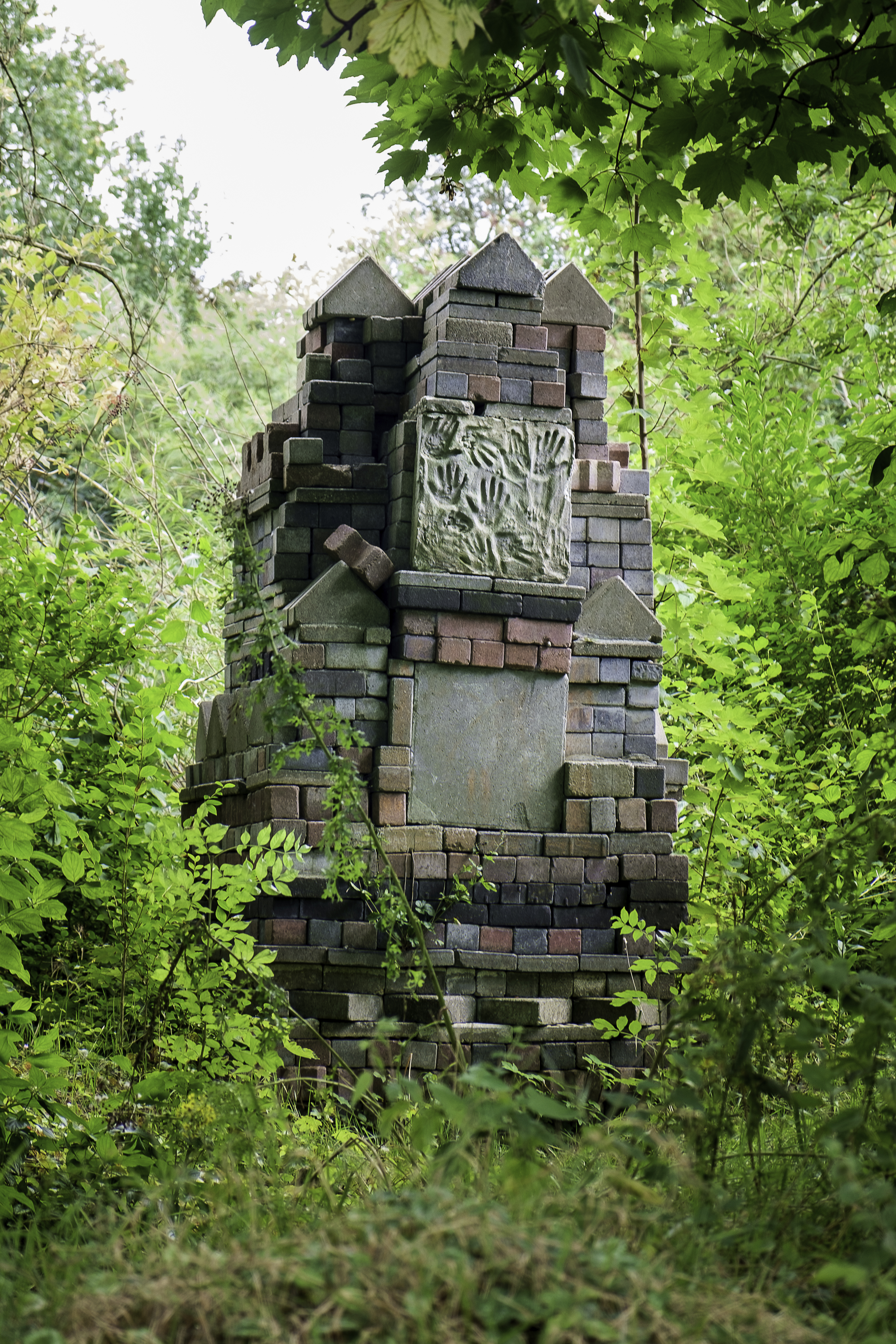
Bouwwerk in het Le Roygebied
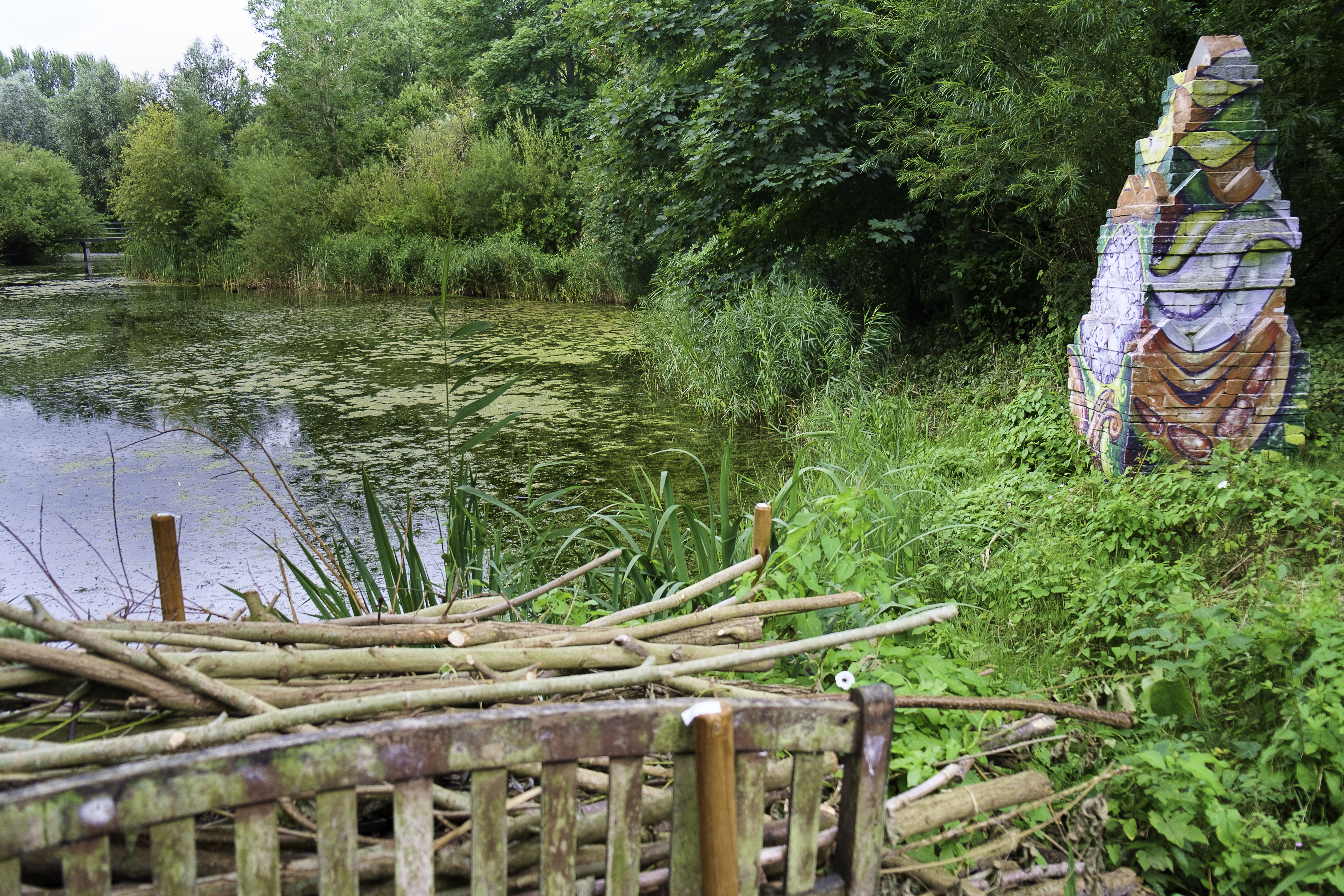
Vijver en bouwwerk in het Le Roygebied